# Édouard Sayous
Édouard Sayous (en hongrois : Sayous Eduárd) est un essayiste et historien français, né le 10 janvier 1842 à Genève et mort le 19 janvier 1898 à Nice. Il est notamment l'auteur d'une Histoire générale des Hongrois, ouvrage récompensé en 1877 par le prix Thiers. 

## Biographie
Édouard Sayous est le fils d'André Sayous (1808–1870), professeur de littérature à l'université de Genève.
Ancien élève de l'École normale supérieure (1860) et agrégé d'histoire et de géographie (1863), Édouard Sayous est d'abord professeur au lycée de Versailles (1863), puis professeur au lycée Charlemagne à Paris (1865).
Devenu docteur ès lettres (Paris, 1866) et docteur en théologie (Montauban, 1880), Édouard Sayous enseigne notamment à la faculté de théologie protestante de Montauban (1879) et à l'université de Besançon (1886, Histoire de l'Antiquité et du Moyen-Âge).
Il apprend le hongrois et fait son premier voyage à Budapest en 1868. Auteur d'une Histoire générale des Hongrois (1876), Édouard Sayous s'intéresse également à l'établissement de la Réforme en Hongrie et, fin connaisseur de la monarchie danubienne, est envoyé par la France en mission diplomatique à Budapest en 1870. Il devient également membre de la Société Kisfaludy de Pest.
Édouard Sayous fut également pasteur à Poissy et, à partir de 1877, aumônier de la maison centrale de Poissy.

## Ouvrages sélectifs

### Œuvres
- La France de Saint Louis : d'après la poésie nationale, Durand, Libraire-Éditeur, Paris, 1866 (lire en ligne).
- Histoire des Hongrois et de leur littérature politique de 1790 à 1815, Librairie Germer-Baillière, Paris, 1872 (lire en ligne).
- Les origines et l'époque païenne de l'histoire des Hongrois, Ernest Leroux Éditeur, Paris, 1874 (lire en ligne).
- Histoire générale des Hongrois, Librairie académique Didier & Cie, Paris, 1876 (lire en ligne : Tome I & Tome II).
- Études sur la religion romaine et le moyen age oriental, Ernest Leroux Éditeur, Paris, 1889.

### Articles
- L'invasion des Mongols en Hongrie dans les années 1241 & 1242 [Extrait du Compte-rendu de l'Académie des sciences morales et politiques], Paris, 1875 (lire en ligne).
- Rumun elemek a magyar nyelvnen, par Antoine Edelspacher, 1875 [compte rendu], In: Romania, Année 1876, vol. 5, no 17, pp. 120-121.
- Jésus-Christ d'après Mahomet, ou les Notions et les Doctrines musulmanes sur le christianisme, Faculté libre de théologie protestante (Montpellier), Ernest Leroux Éditeur, Paris, 1880 (lire en ligne).
- Essai sur l'histoire de la religion romaine pendant des guerres puniques, Annales de la Facultés des Lettres de Bordeaux, 1887.
- Les Magyars à la veille de leur exposition millénaire [article], In: Annales de Géographie, Année 1896, vol. 5, no 21, pp. 297-304.